# Fregate razreda Burevestnik (Projekt 1135)
Razred Burevestnik (rusko Проект 1135 Буревестник, Projekt 1135 Burevestnik – viharnik) je razred fregat Sovjetske in Ruske vojne mornarice ter Ruske obalne straže. Namenjen je predvsem protipodmorniškemu bojevanju in je nasledil fregate projekta 50.

## Zgodovina
Projekt 1135 je v letih 1964–1966 konstruiral Severni projektno-konstruktorski biro. Ladje so bile namenjene protipodmorniškemu bojevanju in spremljanju konvojev skozi bojna vodna območja. Ladje so gradile tri ladjedelnice: kaliningrajska Ladjedelnica Jantar in leningrajski Ladjedelnica Ždanov ter Baltiška ladjedelnica. Zgrajenih je bilo štirideset ladij, dvaintrideset za vojno mornarico, od tega enaindvajset po Projektu 1135 (1968–1981) in enajst po Projektu 1135M (1973–1981), ter osem po Projektu 11351 Nerej za obalno stražo (1981–1990).
Dve ladji prvotnega Projekta 1135 sta bili pozneje modernizirani na raven Projekt 11352, ena pa na raven Projekt 11353. Med letoma 1999 in 2013 je bilo izdelanih šest fregat v okviru izboljšanega razreda Talvar (Projekt 11356) za Indijsko vojno mornarico, od leta 2010 pa je v izdelavi še šest fregat za Rusko in Indijsko vojno mornarico na podlagi dodatno izboljšanega razreda Burevestnik (Projekt 11356R).
Glavna oborožitev razreda so protipodmorniški izstrelki Metel in torpedi.
Razred Burevestnik (Projekt 1135) je bil velik uspeh za Sovjetsko vojno mornarico. Ladje so imele odlično plovnost in pogoje za bivanje posadke ter močno oborožitev. Njihovi šibki točki sta bili odsotnost helikopterja in protiletalske artilerije. Sovjetska zveza je trdila, da je bil razred najboljši razred fregat na svetu in je presegel ameriška razreda Knox in Oliver Hazard Perry. Razred Burevestnik (Projekt 1135) je postavil osnovo za sodobna ruska razreda fregat Burevestnik (Projekt 11356R) in Admiral Gorškov. 
Fregata Bezzavetni razreda Burevestnik pod poveljstvom kapitana 2. stopnje Vladimirja Bogdašina je bila udeležena v incidentu 12. februarja 1988 v Črnem morju, ko je zadela ameriško križarko Yorktown z namenom spraviti jo v nazaj v mednarodne vode, potem ko je ta vstopila v sovjetske teritorialne vode in se približala sovjetski obali na 12,1 km. Posledično so bili na ameriški križarki poškodovani raketometi raket Harpoon in začel se je požar. Sovjetska fregata je utrpela manjšo poškodbo sonarja.